# Droppar av solregn
Droppar av solregn är ett samlingsalbum med Ted Gärdestad, utgivet 2001 av Universal Music på etiketten Polar.

## Låtlista
1. "I'd Rather Write a Symphony"
2. "Sol, vind och vatten"
3. "Jag vill ha en egen måne"
4. "Jag ska fånga en ängel"
5. "Oh, vilken härlig da'"
6. "Eiffeltornet"
7. "Snurra du min värld"
8. "Angela"
9. "Satellit"
10. "Rockin' n' Reelin'"
11. "Ge en sol"
12. "Come Give Me Love"
13. "Låt kärleken slå rot"
14. "Lyckliga dagar"
15. "När showen är slut"
16. "Chapeau Claque"
17. "Buffalo Bill"
18. "Himlen är oskyldigt blå"
19. "The Reason"
20. "För kärlekens skull"

## Listplaceringar
| Lista (2001-2003) | Topplacering |
| ----------------- | ------------ |
| Sverige           | 2            |